# Jan Maszkowski

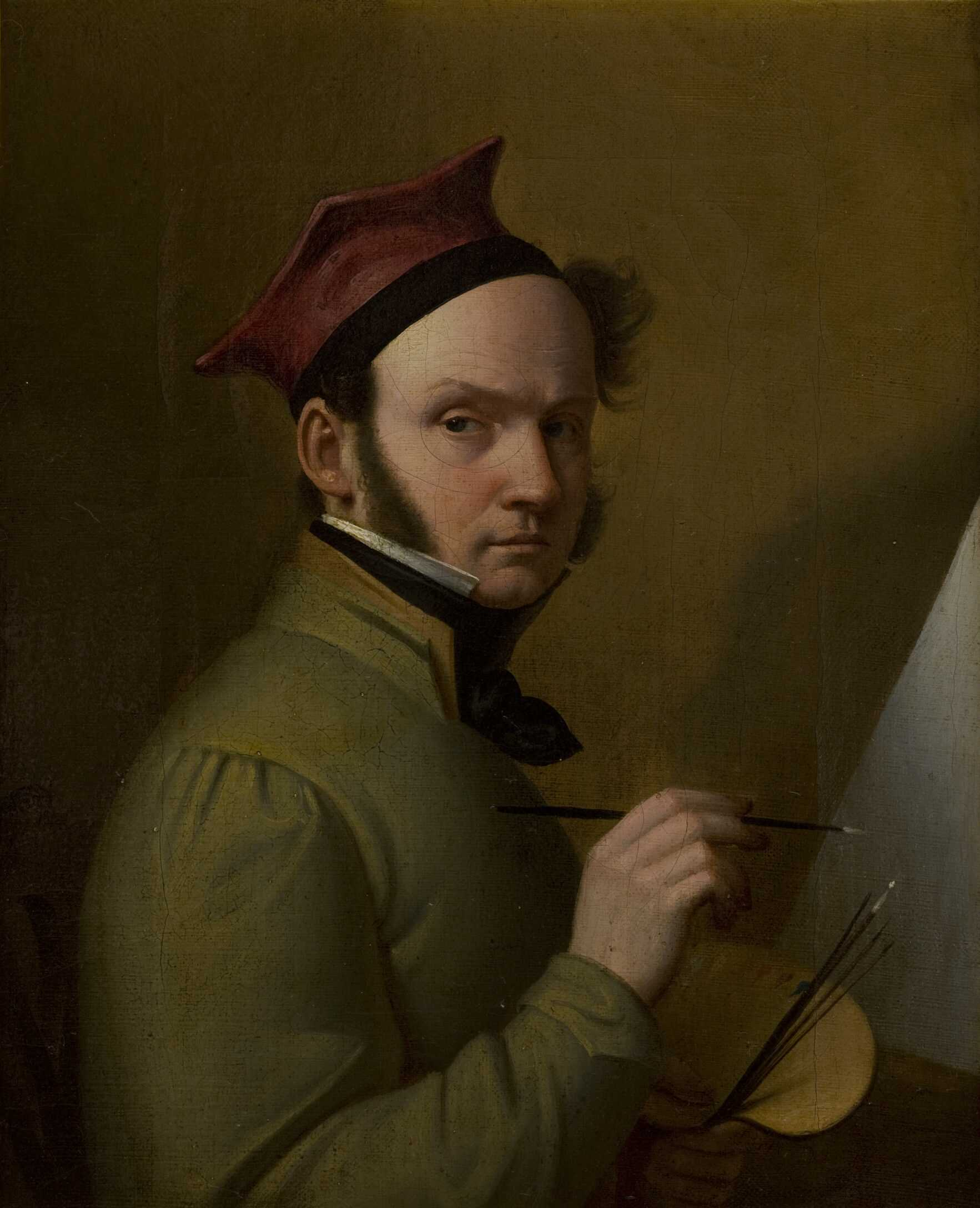
Selbstbildnis, vor 1865

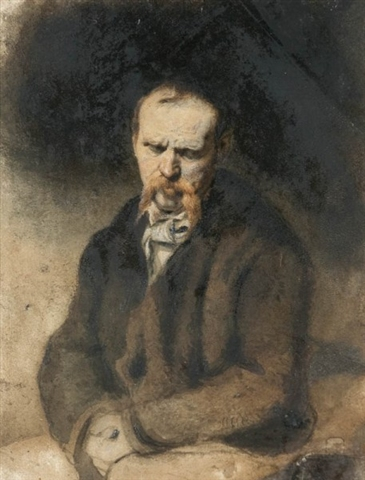
Ein Porträt des Manns, vor 1865

Jan Kanty Ignacy Maszkowski (* 16. Oktober 1794 in Chorostków, Podolien (heute Ukraine); † 20. Oktober 1865 in Barszczowice bei Lemberg) war ein polnischer Maler.

## Leben und Wirken
Er studierte dank Unterstützung von Józef Lewicki, Besitzer von Chorostków um 1813, sechs Jahre an der Stände-Akademie der Universität Lemberg. Er erhielt Zeichenunterricht bei Josef Buisset; 1818 bis 1820 war er an der Wiener Akademie bei Johann Baptist Lampi dem Älteren und Heinrich Friedrich Füger. 1820 bis Ende 1824 nahm er einen Aufenthalt in Rom. Anschließend lebte er einige Monate in Wien, ab Mai 1825 in Lemberg und ab 1826 in Podolien und Wolhynien. Im Herbst 1832 ließ sich Jan Maszkowski dauerhaft in Lemberg nieder und gehörte dort zu den führenden Vertretern der Kunstszene. 1834 bis 1843 lehrte er an der Stände-Akademie, nach deren Schließung im eigenen Atelier.
Große Verdienste erwarb sich Maszkowski als Pädagoge, zu dessen Schülern Künstler wie Juliusz Kossak, Artur Grottger oder Stanisław Tarnowski gehörten.

### Familie
Jan Maszkowski war Vater und Lehrer des Zeichners, Lithografen, Malers und Bildhauers Marceli Maszkowski und des Mathematikers, Bildhauers und Zeichners Karol Maszkowski sowie Großvater von Karol Zyndram Maszkowski.

## Werke
Historienbilder
- Bolesław Chrobry schlägt mit dem Schwert gegen das Goldene Tor von Kiev, Öl, sign., 1851, Lemberg, GG
- Jan III Sobieski, (1835)[2]
- Władysław IV, König von Polen[3]
- Der Verteidigung Trembowla, 1848[4] Chrzanowska in der Verteidigung Trembowla,  1820–1824[3]
- Kostüm des Jan Samuel Chrzanowski, Verteidiger von Trembowla, Aquarell auf Papier, 1856[5]
- Ivan Gonty, Kosakenführer, der Täter des Massakers in Humań, Aquarell auf Papier, 1859[6]

Sakrale Bilder
Maszkowskis sakrale Bilder entstanden häufig für Kirchen in Podolien beziehungsweise Lemberg
- Heilige Barbara, für die Bernhardinerkirche in Lemberg[1]
- Heilige Tekla und Erzengel Michael 1830, in Kodeń[3]
- Heilige Teresa und Heiliger Erzengel Michael
- Heilige Familie
- Mutter Gottes  in Dubno[3]
- Tschenstochauer Mutter Gottes (Kopie für die Bernhardinerkirche in Sokal)[3]
- Heilige Dreifaltigkeit und Mutter Gottes für die Kirche in Seret[3]

Biblische Themen
- Dalila schneidet Samson die Haare, 1820–1824[3]

Porträts
In der Lemberger Periode ab 1832, seiner reifen Schaffensphase, errang er als Porträtist große Anerkennung. Geschätzt wurde bei seinen Porträts im Stil des Biedermeier die wirklichkeitsgetreue Wiedergabe der Modelle.
- Bildnis Kaiser Franz I. (1834)

1853 führte er einige Lithographien mit Bildnissen polnischen Herrscher für die Porträtfolge Poczet książąt i królów polskich (ed. Lemberg, 1852–1854).
Häufig entstanden Porträts von Familienmitgliedern, u. a. mehrfach vom Sohn, dem Musiker Rafał Maszkowski, sowie Selbstbildnisse
- Selbstbildnis, vor 1865.

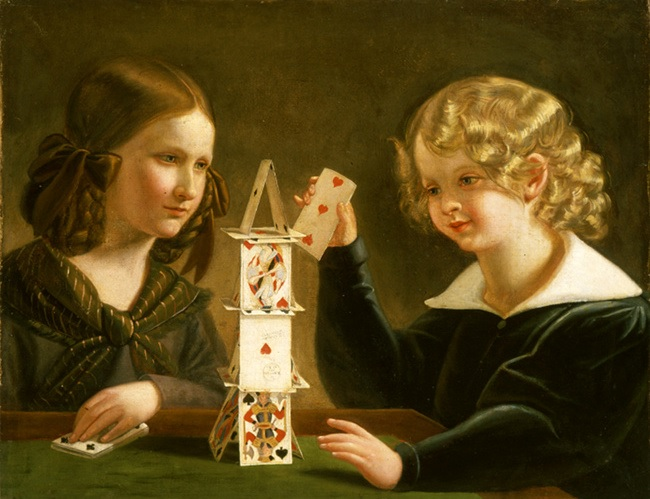
Ein Kartenhaus (Porträt von Fryderyka und Rafał Maszkowski), vor 1850

- Ein Kartenhaus (Porträt von Fryderyka und Rafał Maszkowski), vor 1850.
- Portrait of Marceli Maszkowski, vor 1865.
- Maler Antoni Lange.  Öl, sign. 1837, Nationalmuseum in Krakau
- Graf Jözef Maksymilian Ossoliński. Öl, 1843, Lemberg, GG[1]
- Bildnis Graff Olizar[3]
- Porträt der Frau in der weißen Haube, 1840, Nationalmuseum in Warschau[3]
- Portrait eines jungen Mannes, 1848[7]

Gewürdigt wurden ferner das Aufgreifen volkstümlicher Genrethemen sowie seine Skizzen für geplante Historienbilder. Auf Kritik stießen jedoch Mängel in der Zeichnungen und im Kolorit sowie bei der Charakterisierung von Personen

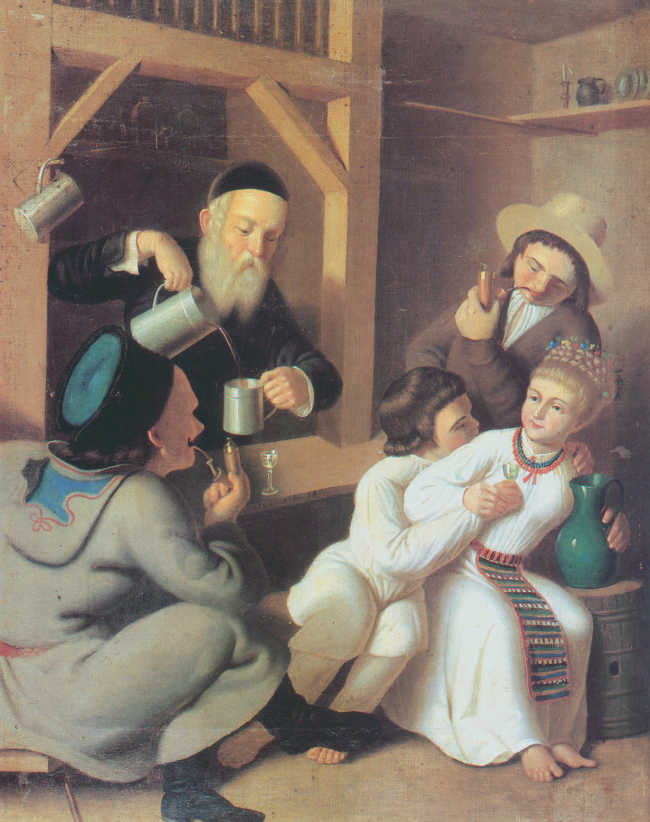
In dem Wirtshaus in Podolia, vor 1865

Genrebilder
- In dem Wirtshaus in Podolia, 1851[9]
- Frau Twardowska[3] und Herr Twardowski[10] (Pani Twardowska und Pan Twardowski, 1859, – Illustration der Ballade von Adam Mickiewicz);
- Krakau Hochzeit[3]
- Mariagespiel[3]
- Bauer aus Podolia, Aquarell auf Papier, 1856[11]
- Ein jüdischer Musiker im Karneval, Aquarell auf Papier, 1859[12]
- Sabbat, 1857[13]
- Wasserfall[14]

## Bilder in öffentlichen Sammlungen
- Chicago, Polish Museum of America.
- Krakau, Nationalmuseum Krakau - MN., Oddział Czartoryskich., (dort auch Werke von Marceli Maszkowski).
- Lemberg, GG., (dort auch Werke von Marceli Maszkowski)
- Sanok, Muzeum historyczne.
- Warschau, Nationalmuseum Warschau, (dort auch Werke von Marceli Maszkowski).
- Breslau, Nationalmuseum (Breslau) – MN, Oss.